# Murghab
El riu Murghab (tadjik: Мурғоб; persa: مرغاب; lit. ‘Riu dels Ocells’), també apareix com Murghob, Murgob o Murgab (del rus: Мургаб), és un riu de Tadjikistan, conegut en la seva part inicial com Aksu o Oksu i en la part final com a riu Bartang.
És un riu del sistema del Amudarià que neix al Petit Pamir a l'est de les muntanyes de Wakhan al Pamir de l'Afganistan, penetrant a territori de Tadjikistan, passant per Gorno-Badakhshan, la vila de Shaimak, i la ciutat de Murghab, desaigua al llac Sarez i reapareix per unir-se al riu Kudara formant el Bartang que després de la seva unió al riu Panj, desaigua finalment al Amudarià a Roshan.
El 18 de febrer de 1911 un terratrèmol de 8,5 en l'escala de Richter va provocar un corriment de terres que va bloquejar el riu Murghab i va inundar una vila formant una resclosa natural anomenada Usoi, i de resultes del qual es va formar el llac Sarez.
L'àrea del naixement era utilitzada pels kirguisos nòmades des del segle xix però la frontera fou tancada pels costat soviètic vers el 1930 i pel costat xines del 1950 al 1955 i els kirguesos van quedar restringits a una àrea reduïda. A la presa del poder pels comunistes de l'Afganistan a la revolució de l'abril de 1978, la majoria dels kirguisos van fugir al Pakistan i es van establir a la zona de Gilgit fins a l'agost de 1982 i després foren traslladats a l'àrea del llac Van a Turquia on el govern els va donar cases, terres i facilitats.